# Ernest Granger

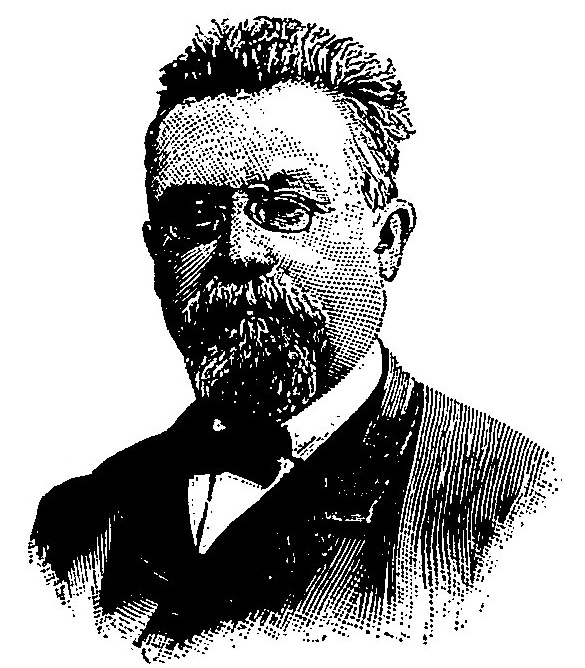
Ernest Granger

Ernest Granger (* 20. April 1844 in Mortagne-au-Perche; † 21. Mai 1914 in Macé) war ein französischer Kommunarde und Politiker des Zweiten Kaiserreichs und der Dritten Republik. Er war zunächst sozialistischer Blanquist und schloss sich später der nationalistischen Bewegung des Boulangismus an.

## Leben

### Anfänge und Blanquismus
Ernest Henri Granger stammte aus der Normandie. Er besuchte das Lycée in Versailles und studierte Jura, bevor er sein Studium abbrach, um sich dem politischen Aktivismus zu widmen. 1866 wurde er zum ersten Mal wegen Aufruhrs inhaftiert. Zu dieser Zeit schloss er sich den geheimen revolutionären Gesellschaften an, die von den Anhängern des inhaftierten Veteranen und Aufständischen Louis-Auguste Blanqui organisiert wurden. Zusammen mit Gustave Tridon, Émile Eudes und anderen plante Granger den Sturz des Zweiten Französischen Kaiserreichs. Am 14. August 1870 versuchten die Blanquisten, ein Militärarsenal zu erobern und einen allgemeinen Aufstand auszulösen. Granger war einer der Organisatoren. Der Staatsstreich war verfrüht, doch kurz darauf wurde Napoleon III. gestürzt, der durch seine Führung im Deutsch-Französischen Krieg (1870–71) diskreditiert war. Granger, der nach dem Augustaufstand einer Verhaftung entgangen war, nahm an der letzten Demonstration gegen Napoleon III. am 1. September und an der Proklamation der Französischen Republik vom 4. September 1870 teil.
In den Jahren 1870 und 1871 war Granger Mitherausgeber und Autor der Blanquisten-Zeitschrift La Patrie en Danger. Er befehligte außerdem das 159. Bataillon der Nationalgarde und versuchte, die Franzosen zum Widerstand gegen die deutsche Armee zu bewegen. Am 31. Oktober beteiligten sich Granger und sein Bataillon an der bewaffneten Besetzung des Hôtel de Ville in Paris. Zusammen mit anderen Kommandeuren der Nationalgarde, die an dem Aufstand teilgenommen hatten, wurde Granger seines Kommandos enthoben, aber seine Soldaten wählten ihn erneut, und obwohl er von der Regierung in Versailles nicht anerkannt wurde, übernahm er wieder das Kommando über das 159. Bataillon. Granger nahm als einer der Vertreter der Blanquisten-Fraktion an der Pariser Kommune teil. Er erhielt den Auftrag, Blanqui zu finden und zu befreien (dessen Aufenthaltsort von der Regierung geheim gehalten wurde), doch bevor er den Auftrag ausführen konnte, wurde die Pariser Kommune niedergeschlagen.

### Exil und Boulangerismus

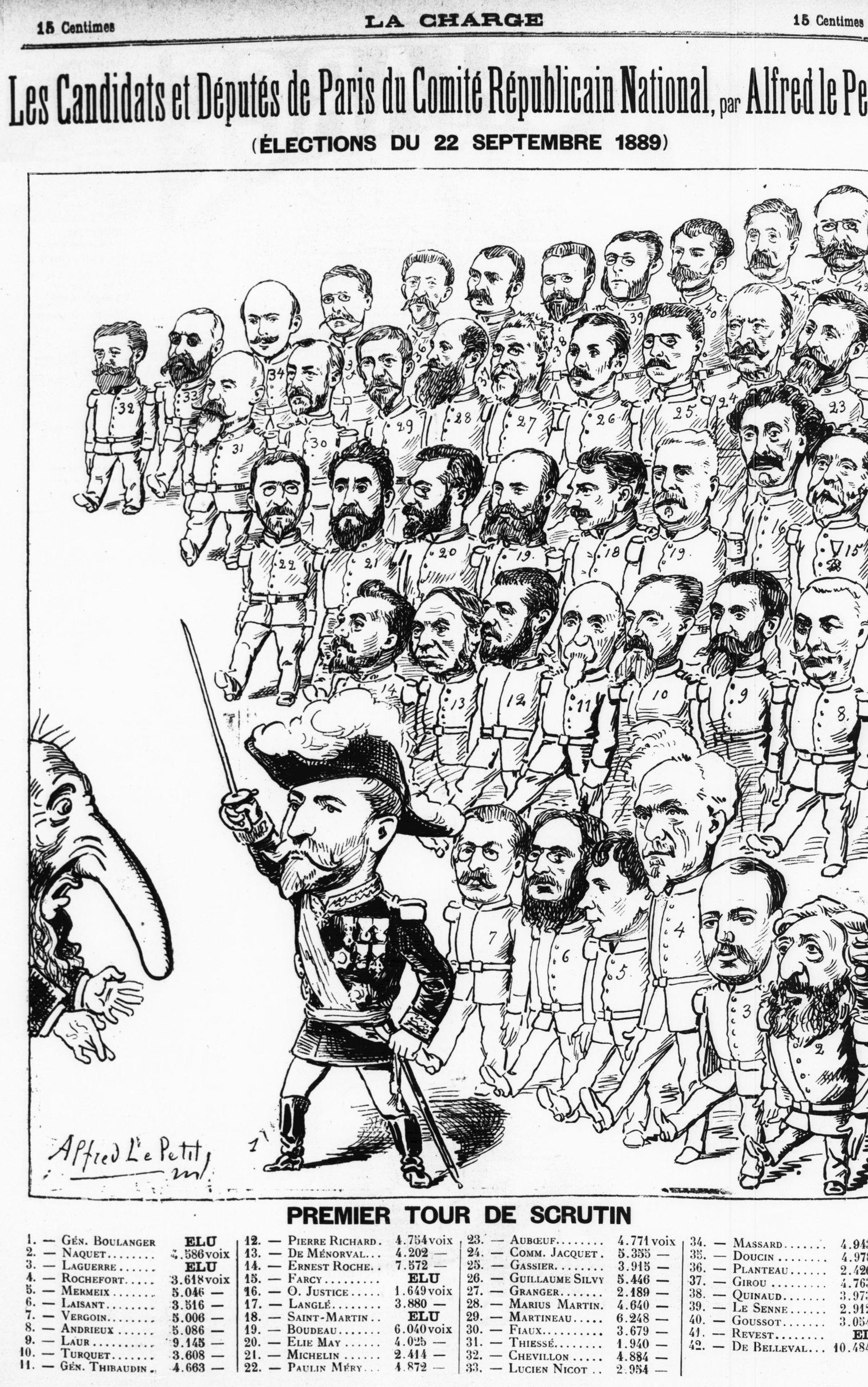
Boulangistische Kandidaten und Abgeordnete (La Charge, 29. September 1889)

Granger floh nach England und blieb im Londoner Exil, bis er aufgrund einer Amnestie nach Frankreich zurückkehren konnte. In den späten 1870er und 1880er Jahren war er einer der Hauptredakteure der Blanquisten-Zeitschrift Ni Dieu ni Maître. Er war auch an der Zeitschrift L’Homme libre beteiligt und übernahm nach dem Tod von Émile Eudes im Jahr 1888 dessen Position als Chefredakteur von Le Cri du peuple. Die Blanquisten starteten eine Kampagne für die Freilassung ihres alten und gebrechlichen Anführers und 1879 gelang es ihnen, Blanqui als Abgeordneten für Bordeaux in die Abgeordnetenkammer wählen zu lassen. Da Blanqui noch im Gefängnis saß, wurde die Wahl annulliert, aber 1880 wurde er freigelassen. Nach seiner Freilassung zog Blanqui bei Granger ein und starb dort 1881.
Kurz nach Blanquis Tod gründete Granger zusammen mit Édouard Vaillant und anderen das Comité révolutionnaire central (CRC), den Kern der Blanquisten-Partei. Die Blanquisten-Ideologie war zu dieser Zeit jedoch eine instabile Mischung aus radikalem jakobinischem Republikanismus, egalitärem Sozialismus, Antiklerikalismus, leidenschaftlichem Nationalchauvinismus und einer starken Strömung von Fremdenfeindlichkeit und Antisemitismus. Eine Fraktion der Blanquisten-Bewegung betonte das sozialistische Erbe Blanquis und näherte sich der Parti ouvrier von Jules Guesde an, lehnte den Antisemitismus ab und befürwortete zumindest theoretisch die internationalistischen Grundsätze des Sozialismus. Diesen Weg schlug Édouard Vaillant ein. Eine andere Fraktion bewegte sich zunehmend in Richtung eines aggressiven Nationalismus und Antisemitismus. Diesen Weg ging Granger. Obwohl seine Fraktion kleiner war, betrachtete sich Granger, der Blanqui persönlich nahegestanden hatte, als der wahre Verfechter des Blanquismus und Vaillant als späten Eindringling.
Der Konflikt zwischen Vaillantisten und Grangeristen schwelte schon seit einiger Zeit im Comité révolutionnaire central. Er verschärfte sich durch den Aufstieg von General Georges Boulanger, der 1886 eine immer stärker werdende Kampagne für eine Verfassungsänderung startete. Die Republikaner im Allgemeinen und die Blanquisten im Besonderen waren in Bezug auf Boulanger gespalten. Viele befürchteten, dass Boulanger einen Staatsstreich vorbereiten würde und die Republik durch seine persönliche Diktatur ersetzen wolle. Andere Republikaner glaubten den Beteuerungen des Generals, der Republik treu ergeben zu sein, und waren von seiner Rhetorik der sozialen Reformen, seinem revanchistischen Wunsch, die Niederlage von 1871 zu rächen und Elsass-Lothringen zurückzuerobern, seinen Reformen der Armee und seinen antiklerikalen Gesten angezogen. Während Vaillant Boulanger feindlich gesinnt war, sympathisierte Granger immer offener mit der Kampagne des Generals.
Eine Zeitlang versuchten die Blanquisten, ihre Differenzen durch eine offizielle Neutralitätspolitik zu überdecken: Der Streit zwischen Boulangisten und bürgerlichen Republikanern war ein Streit innerhalb der Bourgeoisie, bei dem das Proletariat nicht Partei ergreifen musste. Doch als Boulangers Kampagne an Fahrt aufnahm, wurde diese Position zunehmend unhaltbar. Die Situation spitzte sich 1888 zu, als die Blanquisten sich wegen der Kandidatur von Henri Rochefort spalteten. Rochefort war ein republikanischer Veteran mit sozialistischen Sympathien und persönlichen Verbindungen zu vielen Blanquisten und Ex-Kommunarden, aber in den 1880er Jahren war er ein Anhänger von Boulanger geworden und kandidierte als Boulangist. Granger unterstützte ihn; Vaillant unterstützte seinen republikanischen Gegner Susini. Der Bruch war irreparabel; Granger und seine Anhänger verließen das Comité révolutionnaire central und gründeten das Comité central socialiste révolutionnaire, während sich Vaillants Anhänger in die Parti socialiste révolutionnaire umbenannten. Vaillants Partei bewegte sich weiter in Richtung sozialistischer Mainstream und schloss sich 1901 mit den Guesdisten und 1905 mit den anderen großen sozialistischen Fraktionen zusammen, um die Section française de l’Internationale ouvrière (SFIO) zu gründen. Granger und seine Gruppe bewegten sich weiter in den Sog des Nationalismus und lösten sich schließlich auf.
In den späten 1880er Jahren schrieb Granger für die Zeitschrift L’Intransigeant. 1889 schloss sich Grangers Komitee mit den Boulangisten zu einer Wahlallianz zusammen. Sie teilten die Wahlbezirke unter sich auf, und Granger wurde für das 19. Arrondissement von Paris in die Abgeordnetenkammer gewählt. In der Kammer befasste er sich vor allem mit dem Problem der Amnestie und mit sozialen Fragen. Er blieb nur eine Legislaturperiode im Amt und kandidierte 1893 nicht erneut. In den späten 1890er Jahren spaltete die Dreyfus-Affäre Granger weiter vom Mainstream des französischen republikanischen Sozialismus ab. Die Mehrheit der französischen Sozialisten schloss sich Jean Jaurès an und unterstützte Alfred Dreyfus, den jüdischen Offizier, der fälschlicherweise der Spionage für Deutschland beschuldigt wurde, oder zumindest eine Politik der Neutralität zwischen den „bürgerlichen“ Dreyfusards und den Anti-Dreyfusards (wie Vaillant und Guesde). Einige altgediente Republikaner stellten sich jedoch auf die Seite derer, die Dreyfus als Verräter verurteilten. Granger war einer von ihnen. Die Kampagne gegen Dreyfus wurde immer offener antisemitisch. Granger erklärte sich selbst, „wie Blanqui und Tridon, ... philosophisch ein Antisemit“ zu sein und bekannte sich zu seiner Sympathie für Édouard Drumont, einem zur extremen Rechten gewechselten ehemaligen Sozialisten. Die Dreyfus-Affäre trug dazu bei, die offizielle Opposition der Sozialisten gegen Antisemitismus und Rassismus zu festigen. Im Gegensatz dazu führte die Dreyfus-Affäre Granger und eine Handvoll Gleichgesinnter aus dem Mainstream des französischen Sozialismus und Republikanismus heraus und in Strömungen hinein, die den Weg für den französischen Faschismus im 20. Jahrhundert ebneten.
Granger erlebte den Ausbruch des Nationalismus in Frankreich und ganz Europa nicht mehr, der den offiziellen Internationalismus und Antimilitarismus der Zweiten Internationale torpedierte und die sozialistische Bewegung spaltete: den Ausbruch des Ersten Weltkriegs im August 1914.
Am 23. Mai 1914 schrieb L’Humanité, dass Granger „soeben in Macé gestorben ist, wohin er sich seit etwa zwanzig Jahren zurückgezogen hatte“. Die sozialistische Tageszeitung fügte hinzu, dass seine „schöne Vergangenheit in der Krise der Boulangisten unterging“.